# Lycidola simulatrix
Lycidola simulatrix là một loài bọ cánh cứng trong họ Cerambycidae.